# Pirkachkapelle zur hl. Anna

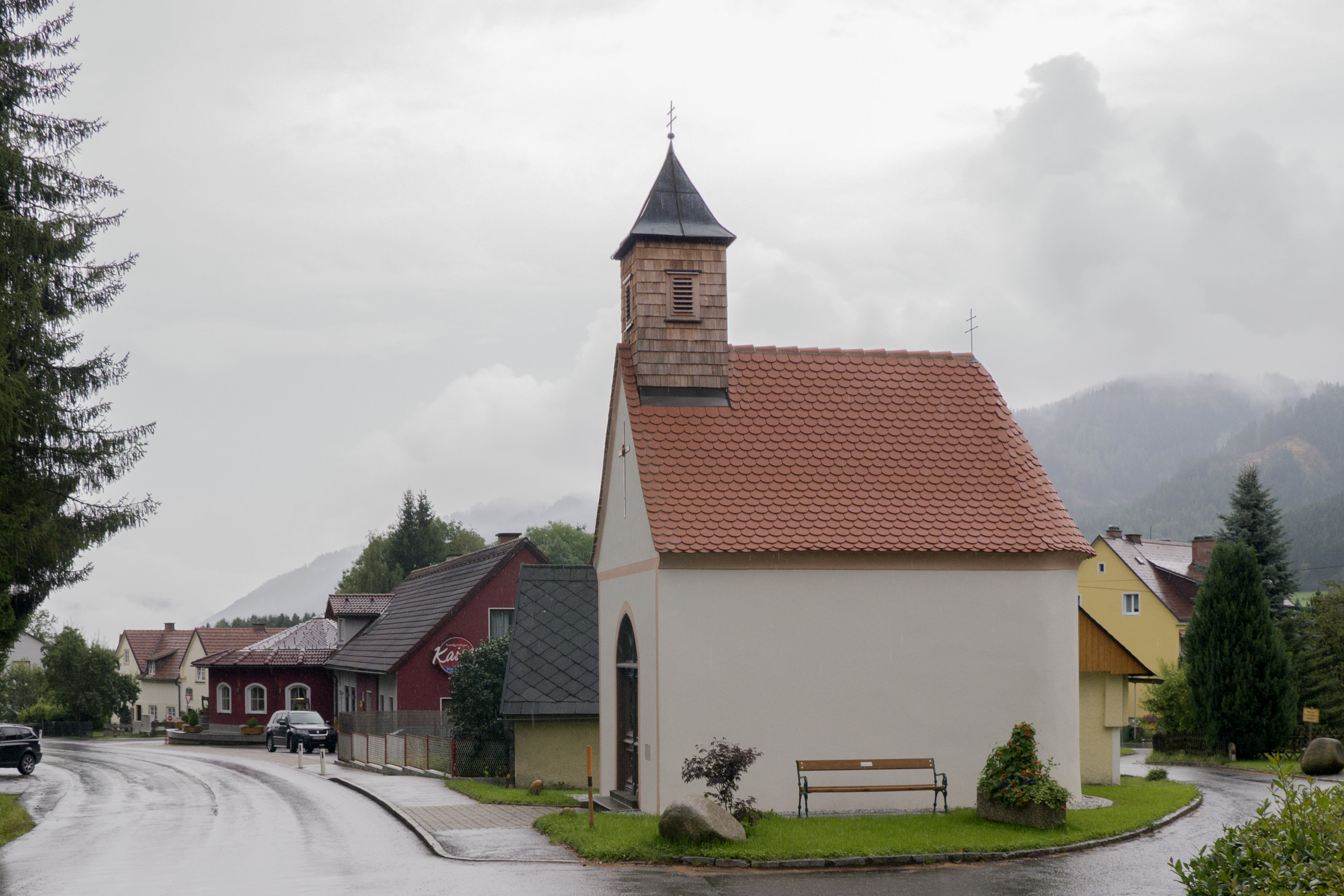
Pirkachkapelle (2014)

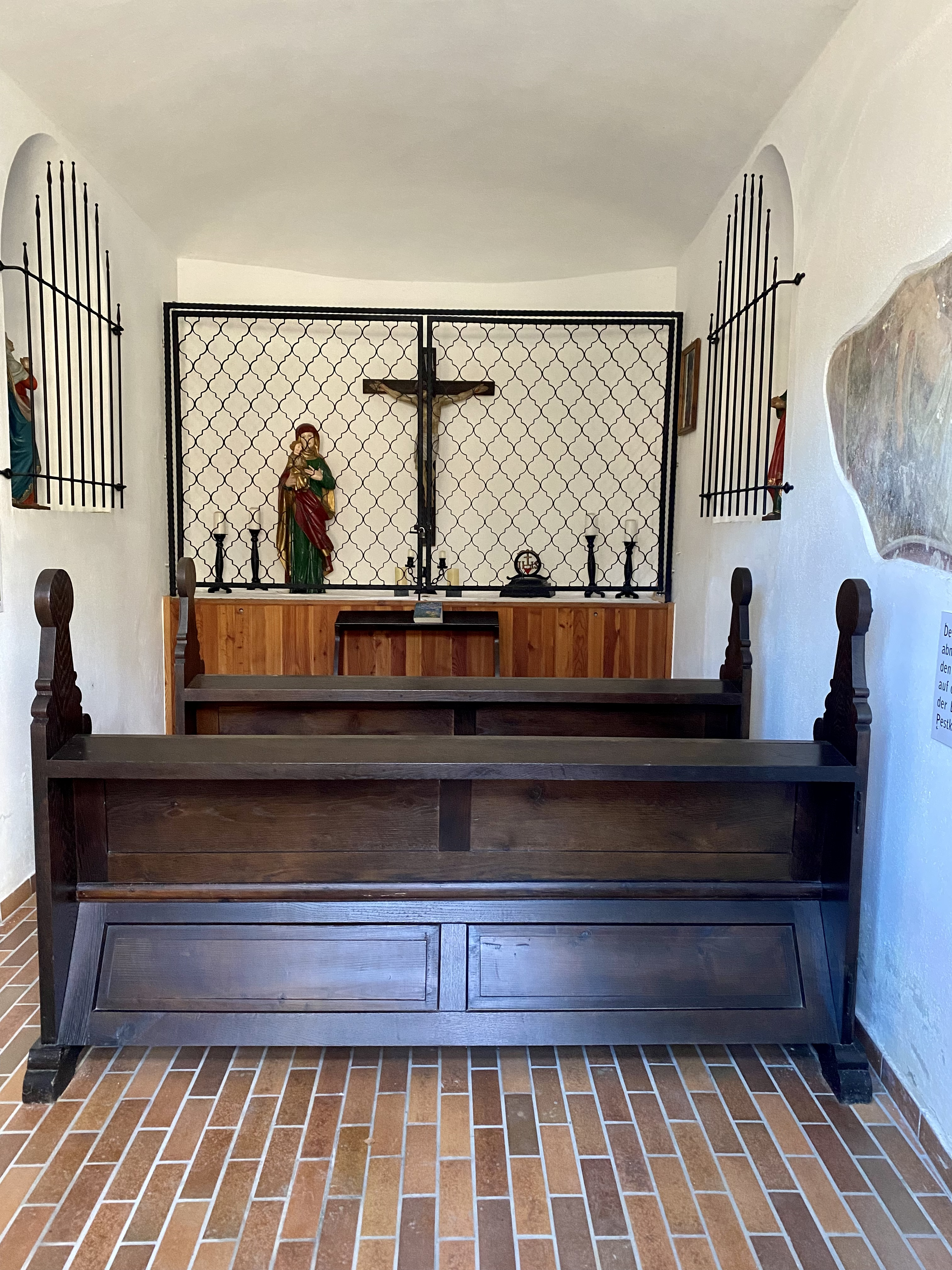
Innenansicht der Pirkachkapelle (2025)

Die Pirkachkapelle zur heiligen Anna ist eine Kapelle in der Gemeinde Gaal bei Knittelfeld, Steiermark, Österreich. Sie steht unter Denkmalschutz (Listeneintrag).

## Geschichte
Die Pirkachkapelle stammt laut überlieferter Inschrift über der Eingangstür aus dem Jahre 1761. Bauherr und Erbauungsdaten sind aber keine bekannt. Die Kapelle trägt das Patrozinium der heiligen Mutter Anna und sie wurde vor allem als Ziel der Bittprozessionen verwendet und bis 1985 auch zeitweilig als Aufbahrungskapelle. Einer überlieferten Sage aus dem Mittelalter zufolge wurde in dieser Kapelle die Beichte abgenommen, bevor die Verurteilten auf Schloss Wasserberg hingerichtet wurden.
Die Pirkachkapelle wurde im Jahr 2013 innen und außen renoviert; dazu zählte unter anderem auch eine neue Bedachung. In der Kapelle wurde 2014 mit Unterstützung durch Odo Burböck die Dauerausstellung „Glaubenszeichen und Wegkreuze in der Gaal“, eine Fotoausstellung, integriert. Zudem wurde im Jahr 2014 als Trennung zwischen Altar- und Ausstellungsbereich ein schmiedeeisernes Gitter angebracht.